# Шинуайрская равнина

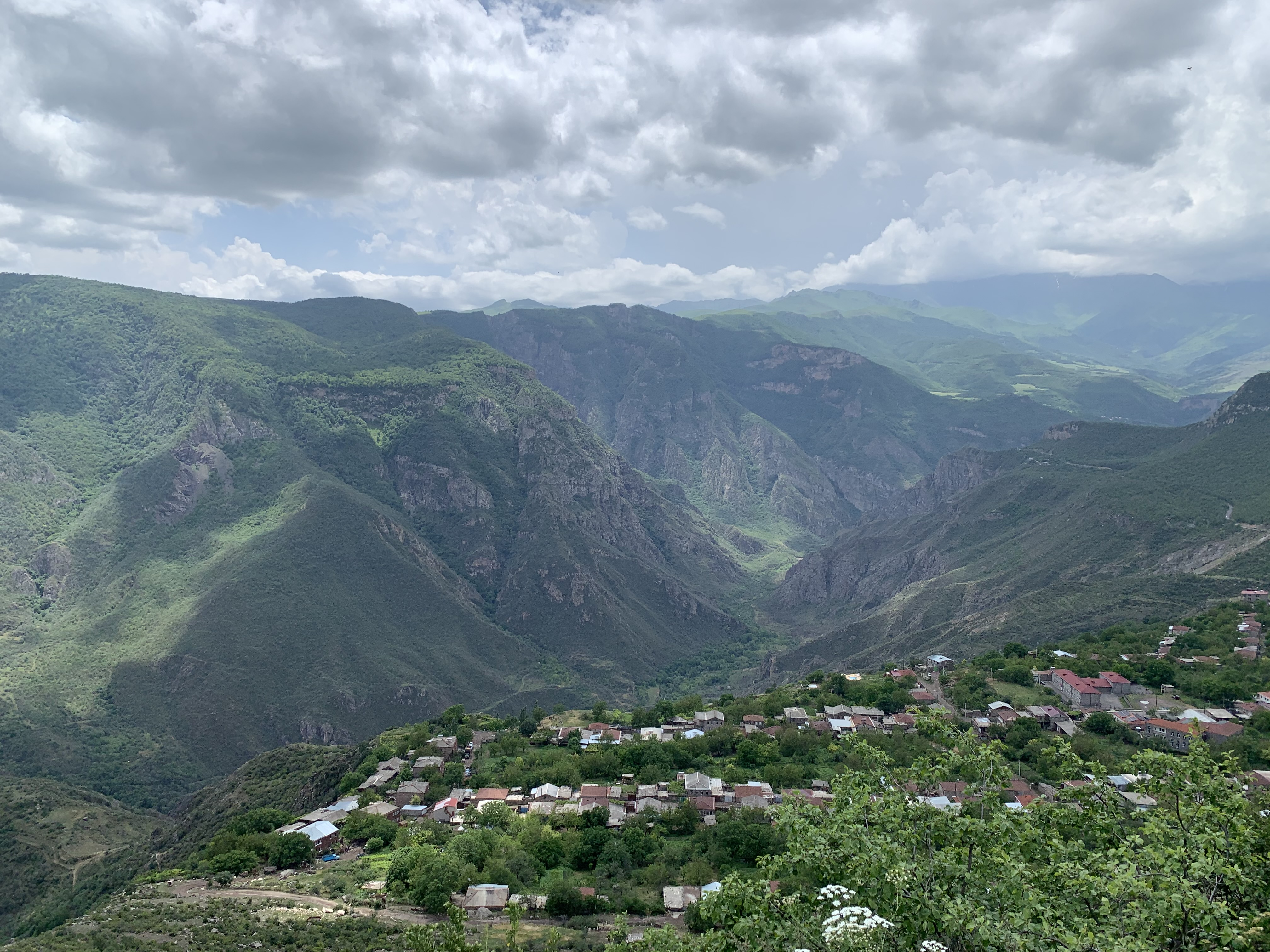
Село Алидзор на крайней части равнины. Вид с Татевской канатной дороги

Шинуа́йрская равнина — равнина в южной части Армении, в Сюникской области, близ города Горис. Равнина расположена на высоте 1600—1800 метров над уровнем моря, площадь составляет около 35 км².

Поле засеяно зерновыми. На равнине расположены сёла: Хот, Шинуайр, Галидзор, Гаржис; по ней проходит Татевская канатная дорога. Ближайшая равнина — Арташенская.